# 四国アルフレッサ
四国アルフレッサ株式会社（しこくアルフレッサ）は、アルフレッサ ホールディングスグループの一社で、香川県高松市に本社を置く、医療用医薬品、一般用医薬品、医療機器等を卸売・販売する企業である。

## 沿革
- 2005年10月1日：岡内勧弘堂（高松市）、弘和薬品（徳島市）、ダイワ薬品（松山市）の三社が合併して設立。
- 2008年7月1日：本社を高松市亀井町から高松市国分寺町へ新築移転
- 2009年10月1日：グループ会社のアルフレッサから高知県における医療用医薬品等卸売事業を譲受。

## 事業所
（香川営業部）
本社、高松第一支店、高松第二支店、多度津支店、香川徳島試薬支店、四国物流センター
（徳島営業部）
徳島第一支店、徳島第二支店、徳島第三支店、貞光支店、香川徳島試薬支店、徳島医薬品センター
（愛媛営業部）
松山第一支店、松山第二支店、南予支店、今治支店、新居浜支店、愛媛試薬支店、松山医薬品センター
（高知営業部）※グループ会社のアルフレッサからの譲受により新設
高知第一支店、高知第二支店、宿毛出張所、高知医薬品センター